# Champarán
Champarán, anteriormente conocido como Champajhar y Chaudanagar, es una aldea de 5000 habitantes que se encuentra a
53 km al sureste de Raipur (capital del estado de Chattisgarh) y
1216 km al sureste de Nueva Delhi (capital de la India).
Está a 476 km al noroeste de la costa del océano Índico.
Se encontraba a orillas del río Majanadi, aunque en la actualidad el río se encuentra a un par de kilómetros de la aldea.
El pueblo se identifica con el antiguo bosque de Champarania (champa: flor de ‘falsa caoba’, ‘uña de vaca’, ‘árbol de las orquídeas’ o ‘árbol orquídea’; arania: ‘bosque’).
Este pueblo fue el lugar de nacimiento del pensador religioso indio Vallabha Acharia (1479-1531), el fundador de la doctrina Vallabha, quien afirmaba ser una encarnación del dios Krisna, y que su religión provenía de una sucesión discipular ininterrumpida desde el propio dios Rudra (Shiva).
En su honor divino, en los años noventa se construyó un gran templo.
Cerca de este se encuentra otro templo, el de Champakéswara Mahadeva (Shivá Majadeva, el señor de Champaka).
En el centro del pueblo hay una laguna.

## Atracciones
- El aniversario del nacimiento de Vallabha (1479-1531) se celebra cada año el día once del mes de vaisaka (marzo-abril) y muchos de los seguidores de su religión se reúnen en el templo para rendirle homenaje.
- La Feria Anual de Champarán se celebra con grandes fiestas en el mes de magh (enero-febrero) cada año.

## Otro Champarán
Existe una ciudad llamada Champarán Este, que también es un lugar histórico de la India.
Se encuentra unos 150 km al norte de la ciudad de Patna, cerca de la frontera con Nepal.
26°50′37″N 84°40′57″E / 26.8437, 84.6826